# Gudusia variegata
Gudusia variegata és una espècie de peix pertanyent a la família dels clupeids.

## Descripció
- Pot arribar a fer 16 cm de llargària màxima.[5][6]

## Hàbitat
És un peix d'aigua dolça, pelàgic, amfídrom i de clima subtropical (26°N-17°N).

## Distribució geogràfica
Es troba a Àsia: els rius de Myanmar, incloent-hi l'Irauadi.

## Estat de conservació
La construcció de preses a la conca del riu Irauadi podria afectar negativament les seues migracions al llarg del riu.

## Observacions
És inofensiu per als humans.